# Barlassina
Barlassina là một đô thị ở tỉnh Monza và Brianza ở vùng Lombardia, khoảng 20 km về phía bắc của Milano. Đến thời điểm 31 tháng 12 năm 2004, dân số đô thị này là 6.231 người, diện tích là 2,9 km².
Barlassina giáp các đô thị:: Lentate sul Seveso, Meda, Seveso, Cogliate.